# Jozef Lenárt
Jozef Lenárt (* 3. April 1923 in Liptovská Porúbka, Tschechoslowakei; † 11. Februar 2004 in Prag) war ein tschechoslowakischer Politiker der Kommunistischen Partei (KPČ).

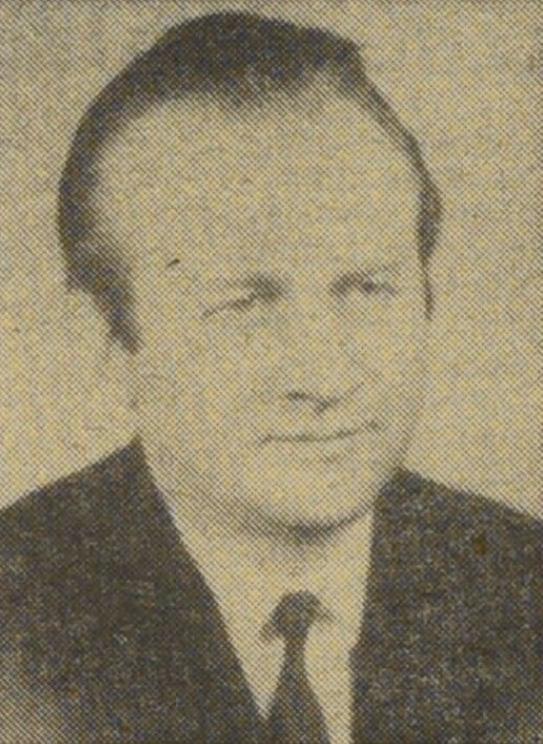
Josef Lenárt

## Leben
Lénart wurde bereits 1958 Mitglied des Exekutivkomitees der KPČ, dem er bis 1968 angehörte. Nach einer Tätigkeit als Sprecher des Slowakischen Nationalrates von 1962 bis 1963 wurde er am 20. September 1963 Nachfolger von Viliam Široký als Ministerpräsident der Tschechoslowakischen Sozialistischen Republik (Československá Socialistická Republika, ČSSR). Dieses Amt übte er bis zum Prager Frühling aus. Am 8. April 1968 erfolgte dann eine Ablösung seiner Regierung Jozef Lenárt durch die Regierung Oldřich Černík I.
Im August 1968 gehörte er zu den Befürwortern des Einmarsches sowjetischer Truppen in die ČSSR zur Zerschlagung der Reformpolitik des Prager Frühlings.
Zusammen mit Milous Jakes nahm er unmittelbar nach dem Einmarsch an einer Sitzung in der sowjetischen Botschaft in Prag teil, in der über die Bildung einer sogenannten Arbeiter- und Bauernregierung verhandelt wurde. Diese sollte, falls orthodoxe Kommunisten in den vorhandenen Strukturen nicht an Einfluss gewinnen würden, als Marionettenregierung die Moskauer Interessen direkt durchsetzen und den Einmarsch der sowjetischen Truppen legalisieren
1970 wurde er wieder Mitglied des Exekutivkomitees der KPČ sowie zugleich Erster Sekretär der Slowakischen Kommunistischen Partei. Während der folgenden Jahre, der sogenannten Normalisierungsperiode nach dem Prager Frühling, war Lenárt eine der Schlüsselfiguren der Kommunistischen Partei. Nach dem Zusammenbruch des kommunistischen Regimes in der Samtenen Revolution verlor er 1989 sein Amt als Mitglied des Exekutivkomitees und wurde aus der KPČ ausgeschlossen. Bereits ein Jahr zuvor wurde er als Erster Sekretär der Slowakischen KP abgelöst.
In der Folgezeit wurde gegen ihn Anklage wegen Verrats erhoben und ihm vorgeworfen, dass er versucht habe die Legitimation für die Invasion der sowjetischen Armeeeinheiten zu schaffen. Obwohl Lenárt gebürtiger Slowake war, blieb er nach der Trennung Tschechiens und der Slowakei in der Tschechischen Republik und erhielt die tschechische Staatsangehörigkeit. Im September 2002 wurde er von einem Gericht vom Vorwurf des Landesverrats freigesprochen.